# 菅知香
菅 知香（かん ちか、1975年 - ）は、日本の作家、小説家。東京都出身。
短大卒業後、会社員を経て、作家デビュー。

## 作品リスト

### 小説
- グッドドリームズ （2009年、角川書店）
- パーフェクトファミリー（2014年、小学館）

## メディア・ミックス

### ラジオドラマ
- Bandage（TOKYO FM他JFN系列各局/ 2005年2月2日-3月31日、全9話、出演：香里奈、塩谷瞬 原作：グッドドリームズ） - 第42回ギャラクシー賞奨励賞受賞

### 映画
- BANDAGE バンデイジ（2010年1月16日公開、配給：東宝、プロデュース：岩井俊二　監督/音楽：小林武史、出演：赤西仁、北乃きい、高良健吾、柴本幸、杏、伊藤歩、斉藤由貴 他　原作：グッドドリームズ）

### モバイル配信
- グッドドリームズ (タワーレコードのモバイルサイトにて小説を期間限定配信/ 2009年4月4日-9月3日、日本テレビのバラエティ番組「ハッピーミックス」で、架空のOLユウキ（優木まおみ）が好きな小説としてブログで紹介している。

## メディア出演

### ラジオ
- 岩井俊二プロデュース FM円都通信 （2008年7月20日、TOKYO FM他JFN系列各局）

### 映画
- BANDAGE バンデイジ （カメオ出演。シーン65 バーでリュージとケンジが語らう際、背後で話すグループの一人）